# Moses Hess
Moses Hess (Moritz Hess), född 21 januari 1812 i Bonn, död 6 april 1875 i Paris, var en tysk-judisk filosof, en föregångare inom socialistisk och sionistisk teoribildning. Hess studerade filosofi vid universitetet i Bonn, dock utan att avlägga examen. Han var personlig vän med både Karl Marx och Friedrich Engels och anses vara den som politiskt "omvände" den sistnämnde.
Bland Hess verk finns titlar som Rom och Jerusalem (1862), Mänsklighetens heliga berättelse (1837) och Det europeiska triarkatet (1841). Hess ska vara egentlig upphovsman till sentensen "religionen är ett opium för folket", vilket kan vara troligt, medan Marx hävdade att "religionen är folkets opium" ("Opium des Volkes"). Han godtog inte Marx materialistiska historiesyn, utan hävdade att kampen mellan raserna och folken var den viktigaste faktorn i mänsklighetens historiska utveckling.